# The Kooks
The Kooks is een indierockband uit Brighton, Engeland. De band werd opgericht in 2004 en is vernoemd naar het gelijknamige nummer van David Bowie op het album Hunky Dory.

## Biografie
De vier leden kennen elkaar van Brighton Music College, waar ze allen heen gingen. Daar besloten zij in 2005 een band te vormen.
Al snel bleek een succesformatie geboren, want het succes van The Kooks groeide snel. De muziek van de band werd al snel opgepikt via internet. De eerste single van het in januari 2006 uitgebrachte debuutalbum Inside in / Inside out (meer dan een miljoen verkochte exemplaren in het Verenigd Koninkrijk) was Eddie's Gun. Deze behaalde uiteindelijk de 35e positie in de Engelse hitlijsten. Daarna volgden Sofa Song en You Don't Love Me als singles.
Ook in het buitenland groeide de bekendheid van de band. In Nederland haalde het nummer Naïve, zonder al te veel promotie maar met veel airplay, de Single Top 100. She moves in her own way behaalde de Top 40.
Het nummer Always where I need to be was in week 15 van 2008 3FM Megahit. De band speelde in 2006 en 2007 onder meer op Parkpop, Lowlands en Pinkpop. In 2008 stonden ze op Rock Werchter en weer op Lowlands. De band stond op 9 juni 2011 in Paradiso en op 27 juli 2015 op het Zwarte Cross festival te Lichtenvoorde.
De opvolger van Inside in / Inside out werd uitgebracht op 14 april 2008 en heet Konk, genoemd naar de studio waar zowel Inside in / Inside out als Konk zijn opgenomen.
In 2011 volgde de uitgave van hun derde studioalbum, getiteld Junk of the heart. In 2014 kwam hun vierde studioalbum uit, getiteld Listen. Hun recentste album, getiteld Let's go sunshine, verscheen in 2018.

## Bandleden
- Luke Pritchard – vocals, ritmegitaar
- Hugh Harris – hoofdgitaar, ondersteunende vocals
- Alexis Nuñez - drums, percussie
- Peter Denton - basgitaar

## Voormalige bandleden
- Max Rafferty – basgitaar, ondersteunende vocals
- Paul Garred – drums, percussie

## Discografie

### Albums
| Album met eventuele hitnotering(en) in de Nederlandse Album Top 100 | Datum van verschijnen | Datum van binnenkomst | Hoogste positie | Aantal weken | Opmerkingen |
| ------------------------------------------------------------------- | --------------------- | --------------------- | --------------- | ------------ | ----------- |
| Inside in / Inside out                                              | 23-01-2006            | 29-07-2006            | 25              | 38           |             |
| Konk                                                                | 14-04-2008            | 19-04-2008            | 7               | 31           |             |
| Junk of the heart                                                   | 09-09-2011            | 17-09-2011            | 6               | 7            |             |
| Listen                                                              | 05-09-2014            | 13-09-2014            | 51              | 2            |             |
| Let's go sunshine                                                   | 31-08-2018            | 08-09-2018            | 56              | 1            |             |

| Album met hitnotering(en) in de Vlaamse Ultratop 200 albums | Datum van verschijnen | Datum van binnenkomst | Hoogste positie | Aantal weken | Opmerkingen |
| ----------------------------------------------------------- | --------------------- | --------------------- | --------------- | ------------ | ----------- |
| Inside in / Inside out                                      | 2006                  | 08-07-2006            | 4               | 55           |             |
| Konk                                                        | 2008                  | 19-04-2008            | 4               | 25           |             |
| Junk of the heart                                           | 2011                  | 17-09-2011            | 16              | 9            |             |
| Listen                                                      | 2014                  | 20-09-2014            | 25              | 10           |             |
| The best of... So far                                       | 2017                  | 27-05-2017            | 47              | 8            |             |
| Let's go sunshine                                           | 2018                  | 08-09-2018            | 27              | 4            |             |

### Singles
| Single met eventuele hitnotering(en) in de Nederlandse Top 40 | Datum van verschijnen | Datum van binnenkomst | Hoogste positie | Aantal weken | Opmerkingen                 |
| ------------------------------------------------------------- | --------------------- | --------------------- | --------------- | ------------ | --------------------------- |
| Eddie's Gun                                                   | 11-07-2005            | -                     |                 |              |                             |
| Sofa Song                                                     | 17-10-2005            | -                     |                 |              |                             |
| You Don't Love Me                                             | 09-01-2006            | -                     |                 |              |                             |
| Naïve                                                         | 07-03-2006            | -                     |                 |              | Nr. 82 in de Single Top 100 |
| She Moves In Her Own Way                                      | 26-06-2006            | 04-11-2006            | 35              | 4            | Nr. 55 in de Single Top 100 |
| Ooh La                                                        | 23-10-2006            | -                     |                 |              |                             |
| Always Where I Need To Be                                     | 31-03-2008            | 12-04-2008            | 27              | 4            | Nr. 43 in de Single Top 100 |
| Shine On                                                      | 2008                  | -                     |                 |              |                             |
| Sway                                                          | 13-10-2008            | -                     |                 |              |                             |
| Junk of the Heart (Happy)                                     | 11-07-2011            | -                     |                 |              |                             |
| How'd You Like That                                           | 2011                  | 29-10-2011            | tip2            | -            |                             |

| Single met hitnotering(en) in de Vlaamse Ultratop 50 | Datum van verschijnen | Datum van binnenkomst | Hoogste positie | Aantal weken | Opmerkingen                 |
| ---------------------------------------------------- | --------------------- | --------------------- | --------------- | ------------ | --------------------------- |
| Naïve                                                | 27-03-2006            | 29-07-2006            | 15              | 22           |                             |
| She Moves in Her Own Way                             | 06-10-2006            | 21-10-2006            | 29              | 15           | Nr. 14 in de Radio 2 Top 30 |
| Ooh La                                               | 23-10-2006            | 27-01-2007            | tip2            | -            |                             |
| Always Where I Need to Be                            | 28-03-2008            | 26-04-2008            | 19              | 6            |                             |
| Do You Wanna                                         | 2008                  | 21-06-2008            | tip4            | -            |                             |
| Sway                                                 | 13-10-2008            | 01-11-2008            | tip12           | -            |                             |
| Junk of the Heart (Happy)                            | 11-07-2011            | 30-07-2011            | tip7            | -            | Nr. 6 in de Radio 2 Top 30  |
| Is It Me                                             | 26-09-2011            | 15-10-2011            | tip23           | -            |                             |
| Down                                                 | 14-03-2014            | 29-03-2014            | tip19           | -            |                             |
| Around Town                                          | 19-05-2014            | 07-06-2014            | tip15           | -            |                             |
| Forgive & Forget                                     | 04-08-2014            | 23-08-2014            | tip44           | -            |                             |
| Bad Habit                                            | 22-09-2014            | 27-09-2014            | tip20           | -            |                             |
| See Me Now                                           | 26-01-2015            | 07-02-2015            | tip53           | -            |                             |
| Be Who You Are                                       | 03-04-2017            | 15-04-2017            | tip35           | -            |                             |
| All the Time                                         | 18-05-2018            | 26-05-2018            | tip26           | -            |                             |
| Four Leaf Clover                                     | 20-07-2018            | 08-09-2018            | tip30           | -            |                             |
| Chicken Bone                                         | 17-08-2018            | 24-11-2018            | tip30           | -            |                             |

### NPO Radio 2 Top 2000
| Nummers met noteringen in de NPO Radio 2 Top 2000 | '14  | '15  | '16  |
| ------------------------------------------------- | ---- | ---- | ---- |
| Naïve                                             | -    | 1660 | 1992 |
| She Moves in Her Own Way                          | 1583 | -    | -    |

1. ↑  Een '-' betekent dat het nummer niet was genoteerd en een vetgedrukt getal geeft de hoogste notering van een nummer aan.
2. ↑  2014 was het eerste jaar met een notering voor The Kooks.
3. ↑  Deze tabel is bijgewerkt tot en met de laatste editie (2024).